# Mezzo anello destro
Il mezzo anello destro (ʾ) è un segno diacritico utilizzato per traslitterare la lettera hamza dell'alfabeto arabo e l'aleph dell'alfabeto ebraico.
Il segno è presente tra i caratteri di Unicode nel settore Spacing Modifier Letters, rappresentato dal suono : e denominato come "Modifier Letter Right Half Ring" (02BE). In HTML è scritto con l'entità &#702.
Il segno diacritico inverso è il mezzo anello sinistro.